# Křenovice (Morávia do Sul)
Křenovice é uma comuna checa localizada na região de Morávia do Sul, distrito de Vyškov.